# 쑨진지
쑨진지(孫進己, 손진기, 1931년 5월 ~ )는 중국의 역사학자이다. 중국의 동북공정을 주도한 핵심 인물로서 고구려 역사를 중국 역사의 일부로 편입시키려고 하였다.